# Lize-Mari Retief
Lize-Mari Retief, née le 30 novembre 1986 à Bloemfontein, est une nageuse sud-africaine.

## Carrière
Aux Jeux africains de 2003 à Abuja, Lize-Mari Retief est médaillée d'or du 50 mètres dos, du 50, 100 et 200 mètres papillon ainsi que du 200 mètres quatre nages et des relais 4 x 100 mètres nage libre et 4 x 100 mètres quatre nages et médaillée d'argent du 200 mètres dos.
Lize-Mari Retief est médaillée d'or du 50 mètres dos et du 100 mètres papillon aux Championnats d'Afrique de natation 2004 à Casablanca.
Aux Jeux du Commonwealth de 2006 à Melbourne, elle obtient la médaille de bronze du 50 mètres papillon.
Elle dispute les Jeux olympiques d'été de 2008 à Pékin, sans atteindre de finale.